# Les Séquestrés d'Altona
Cet article concerne la pièce de Jean-Paul Sartre. Pour le film de Vittorio De Sica, voir Les Séquestrés d'Altona (film).
Les Séquestrés d'Altona est une pièce de théâtre en cinq actes de Jean-Paul Sartre, représentée pour la première fois au théâtre de la Renaissance (direction Véra Korène), le 23 septembre 1959, dans une mise en scène de François Darbon.

## Titre
Le titre évoque Altona, un quartier de Hambourg.

## Distribution lors de la création[1]

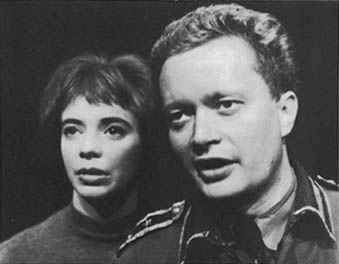
Margit Carlqvist et Ernst-Hugo Järegård dans une représentation de Les Séquestrés d'Altona en 1961 au Théâtre municipal de Göteborg.

- Marie-Olivier (pseudonyme de Wanda Kosakiewicz) : Leni
- Évelyne Rey : Johanna
- Robert Moncade : Werner
- Fernand Ledoux : le père
- Serge Reggiani : Frantz (fils ainé reclus, ancien S.S.)
- William Wissmer : l'officier S.S. et l'Américain
- Catherine Leccia : la femme
- Georges Pierre : lieutenant Klages
- André Bonnardel : un Feldwebel

- Décors : Yvon Henry, réalisés par Pierre Delorme et peints par Pierre Simonini
- Réalisation sonore : Antonio Malvasio